# Рулоф Хесселс Хоммема
Рулоф Хесселс Хоммема (нар. Feinsum, 24 лютого 1791 — пом. Сінт-Анн, 15 січня 1854) — фризький землероб, торговець, астроном, математик і фізик.

## Біографія
Здобув освіту в Гейюмі. Він був двоюрідним братом Ар'єна Рулофса, учнем котрого він став у віці шістнадцяти років. Разом із Сідсом Йоганнесом Рінксом він побудував великий телескоп обсерваторії в Лейдені.
У 1825 році в Сінт-Аннапарохі Хоммема заснував власну компанію, якою він прославився.